# Montégut-Savès
Montégut-Savès is een gemeente in het Franse departement Gers (regio Occitanie) en telt 73 inwoners (20020,39). De plaats maakt deel uit van het arrondissement Auch.

## Geografie
De oppervlakte van Montégut-Savès bedraagt 3,6 km², de bevolkingsdichtheid is 18,9 inwoners per km².

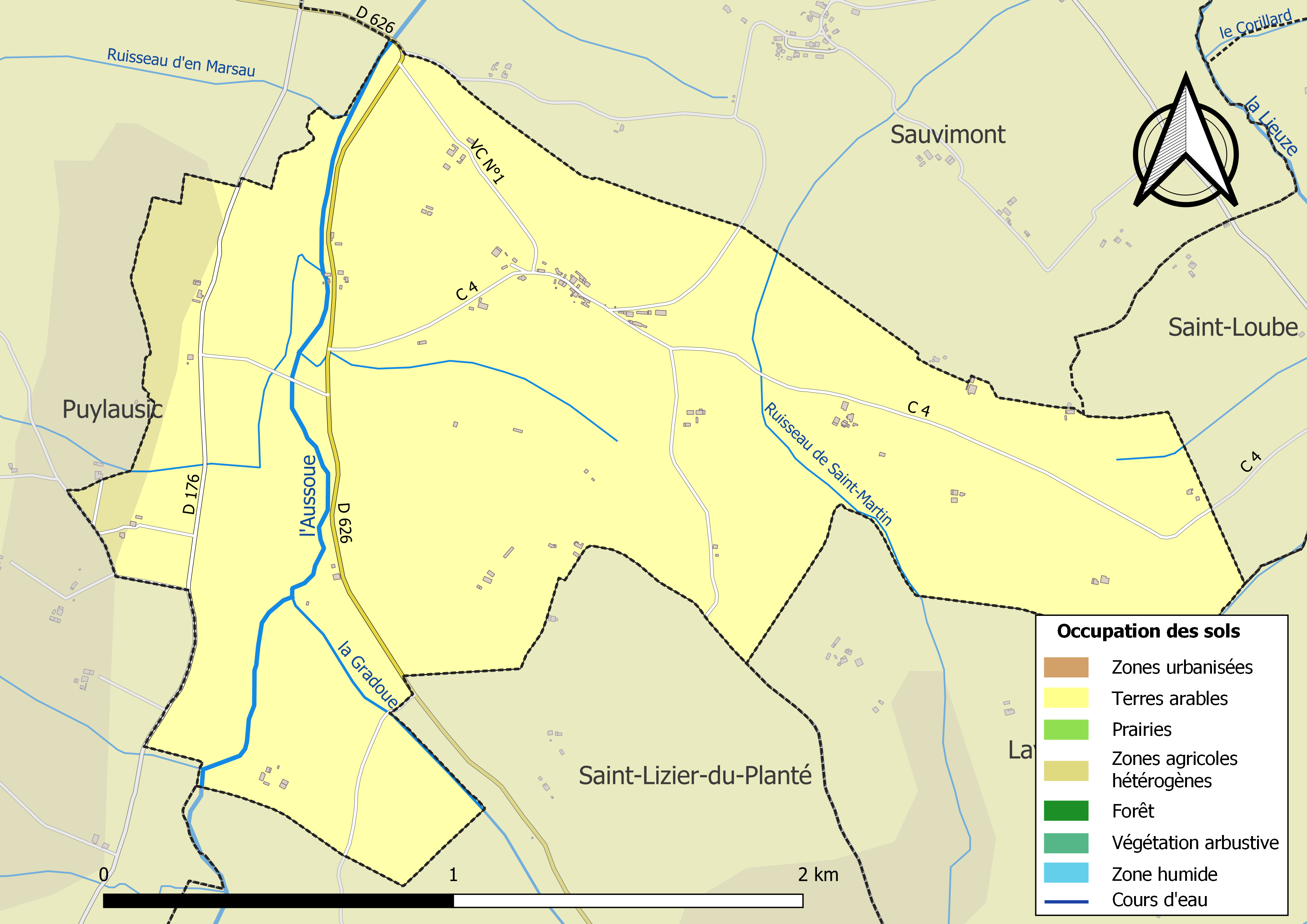
Kaart van de gemeente met belangrijkste infrastructuur, bodemgebruik en omliggende gemeenten

## Demografie
Onderstaande figuur toont het verloop van het inwonertal (bron: INSEE-tellingen).